# Campeonato Europeu de Hóquei em Patins Masculino de 1932
O Campeonato Europeu de 1932 foi a 7.ª edição do Campeonato Europeu de Hóquei em Patins. Esta competição é organizada pelo CERH.

## Participantes
| Países     | Participação | Melhor Resultado                              |
| Inglaterra | 7.ª          | Campeão (1926, 1927, 1928, 1929, 1930 e 1931) |
| França     | 7.ª          | 2.º Lugar (1926, 1927, 1928, 1930 e 1931)     |
| Alemanha   | 7.ª          | 3.º Lugar (1926, 1928 e 1930)                 |
| Suíça      | 7.ª          | 3.º Lugar (1927 e 1931)                       |
| Portugal   | 3.ª          | 6.º Lugar (1930 e 1931)                       |
| Bélgica    | 7.ª          | 5.º Lugar (1926, 1928 e 1930)                 |
| ---------- | ------------ | --------------------------------------------- |

## Resultados
|            | Inglaterra | Alemanha | França | Portugal | Suíça | Bélgica |
| ---------- | ---------- | -------- | ------ | -------- | ----- | ------- |
| Inglaterra |            | 8-3      | 7-2    | 4-2      | 5-4   | 14-0    |
| Alemanha   |            |          | 6-4    | 3-2      | 1-0   | 8-2     |
| França     |            |          |        | 10-1     | 5-1   | 8-2     |
| Portugal   |            |          |        |          | 3-1   | 3-1     |
| Suíça      |            |          |        |          |       | 2-1     |
| Bélgica    |            |          |        |          |       |         |

## Classificação final
| Lugar | Seleção    | J | V | E | D | P  | GM | GS | Dif. |
| ----- | ---------- | - | - | - | - | -- | -- | -- | ---- |
|       | Inglaterra | 5 | 5 | 0 | 0 | 10 | 38 | 11 | +27  |
|       | Alemanha   | 5 | 4 | 0 | 1 | 8  | 21 | 16 | +5   |
|       | França     | 5 | 3 | 0 | 2 | 6  | 29 | 17 | +12  |
| 4     | Portugal   | 5 | 2 | 0 | 3 | 4  | 11 | 19 | -8   |
| 5     | Suíça      | 5 | 1 | 0 | 4 | 2  | 8  | 15 | -7   |
| 6     | Bélgica    | 5 | 0 | 0 | 5 | 0  | 6  | 35 | -29  |

| Campeões Europeus 1932 |
| ---------------------- |
| Inglaterra             |
| INGLATERRA 7.º Título  |